# Plantago eriopoda
Plantago eriopoda är en grobladsväxtart som beskrevs av John Torrey. Plantago eriopoda ingår i släktet kämpar, och familjen grobladsväxter. Inga underarter finns listade i Catalogue of Life.

## Bildgalleri

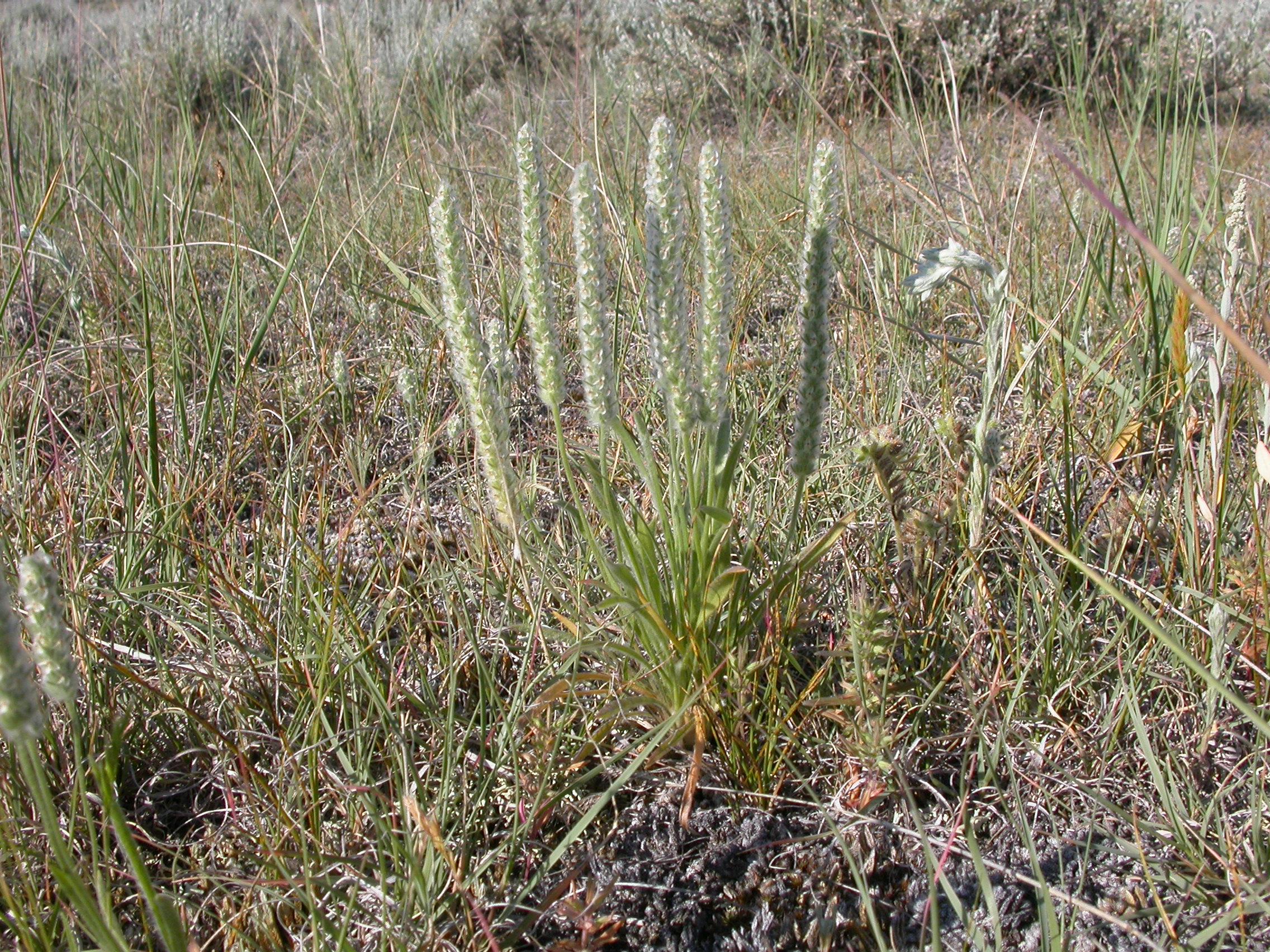